# بی‌دی +۲۰°۳۰۷
بی‌دی +۲۰°۳۰۷ یک ستاره است که در صورت فلکی بره قرار دارد.